# Rajdowe Samochodowe Mistrzostwa Polski 1954
W roku 1954, mistrzów Polski w rajdach wyłoniono w ramach jednego rajdu tzw. Jednodniowej Jazdy Konkursowej o Mistrzostwo Polski, który rozegrano w dniach 14–15 sierpnia. Rajd ten odbył się na trasie: Łódź – Głowno – Zgierz – Krośniewice – Łowicz – Rawa Mazowiecka – Tomaszów Mazowiecki – Łódź. 
Rozegrano następujące konkurencje:
- próby sportowe – próba przyspieszenia na wzniesieniu,
- próba terenowa (Głowno – Zgierz),
- próby rozruchu silnika, zrywu i hamowania,
- próba szybkości płaskiej.

W rajdzie wystartowało 63 zawodników.

## Klasyfikacje Jednodniowej Jazdy Konkursowej 1954[2]
Pogrubioną czcionką wyróżniono nazwiska zawodników, którym przyznano tytuły Mistrzów i Wicemistrzów Polski.
Klasa powyżej 2600 cm³
| Poz. | Kierowca           | Samochód  |
| ---- | ------------------ | --------- |
| 1    | Bolesław Majkowski | Ford V8   |
| 2    | Paweł Jankowski    | Chevrolet |

Klasa do 2600 cm³
| Poz. | Kierowca         | Samochód |
| ---- | ---------------- | -------- |
| 1    | Marian Repeta    | Warszawa |
| 2    | Roman Karczewski | Warszawa |
| 3    | Szyndler         | Warszawa |

Klasa do 2000 cm³
| Poz. | Kierowca         | Samochód     |
| ---- | ---------------- | ------------ |
| 1    | Ludwik Kachelski | Citroen BL11 |
| 2    | Longin Bielak    | Citroen BL11 |
| 3    | Buc              | Tatraplan    |

Klasa do 1300 cm³
| Poz. | Kierowca             | Samochód  |
| ---- | -------------------- | --------- |
| 1    | Erazm Gajewski       | Fiat 1100 |
| 2    | Mirosław Snigurowicz | Skoda     |
| 3    | Izydorek             | Skoda     |

Klasa do 750 cm³
| Poz. | Kierowca          | Samochód |
| ---- | ----------------- | -------- |
| 1    | Stefan Goński     | DKW      |
| 2    | Eugenia Wolko     | DKW      |
| 3    | Kazimierz Osiński | Fiat 500 |

Furgony do 1300 cm³
| Poz. | Kierowca            | Samochód   |
| ---- | ------------------- | ---------- |
| 1    | Stanisław Kozłowski | Skoda 1200 |
| 2    | Tadeusz Krzemiński  | Skoda      |
| 3    | Henryk Kozłowski    | Skoda      |